# 八王子市立石川中学校
八王子市立石川中学校（はちおうじしりつ　いしかわちゅうがっこう）は、東京都八王子市にある市立中学校。

## 沿革
- 1983年（昭和58年）４月１日 - 開校[1]。
- 1983年（昭和58年）４月２日 - 入学生受付　　地域主催落成記念式典
- 1983年（昭和58年）７月９日 - ＰＴＡ設立記念式典
- 1983年（昭和58年）７月12日 - 標準服選定
- 1983年（昭和58年）11月５日 - 開校記念式典　　校歌・校旗制定
- 1991年（平成３年）３月31日 - 校舎増築　６教室完成
- 1992年（平成４年）10月31日 - 創立１０周年記念式典
- 2002年（平成14年）10月22日 - 創立２０周年記念式典
- 2010年（平成22年）10月１日 - 武道場完成
- 2012年（平成24年）10月19日 - 創立３０周年記念式典
- 2015年（平成27年）１月29日 - 平成２５年度、２６年度理数フロンティア校　研究授業[2]

## 部活動

### 運動部
- 女子バスケットボール部
- 女子バレーボール部
- バドミントン部
- 卓球部
- 剣道部
- 野球部
- サッカー部
- ソフトテニス部
- 陸上競技部

### 文化部
- 吹奏楽部
- 美術部
- ボランティア部
- 写真部
- 合唱部[3]

### 廃部
- ESS部[4]

## 校区
- 八王子市立宇津木台小学校区の全域
- 八王子市立小宮小学校区の全域
- 八王子市立第八小学校区の一部
- 八王子市立大和田小学校区の一部

## 著名な関係者
出身者
- 内田眞由美（アイドル）

教職員
- 根津公子 - 元家庭科教師